# 水煮肉片
水煮肉片（スイズゥロウピェン、シュイジューロウピェン、シュイヂュロウピィェン、拼音: shuǐzhǔròupiàn）は、薄切りの豚肉をスパイスを入れた油で炒め、水を加えて煮た中華料理のひとつである。「四川省の名物料理」の1つとされる。

## 概要
唐辛子や花椒を使った辛い味付けの料理である。豚肉を用いるのがポピュラーではあるが、牛肉を使った水煮牛肉、魚を使った水煮魚、水煮魚片、魚と豆腐を使った水煮豆腐魚もある。日本国内の中華料理店では「四川風煮込み」と説明されることもある。

## 作り方
「煮」は、中華料理において「煮汁を十分に入れてやや長時間弱火で煮る調理法」を指す。しかし、水煮肉片は単に煮汁で煮るのではなく、唐辛子や花椒、ネギ、豆板醤などを多めの油で熱してからスープを加えて煮汁を作り、その煮汁で野菜や一口大に切った肉を入れて煮込んだ料理である。
肉は油通しして柔らかく仕上げるのが今風であり、伝統的には生肉から煮込んで硬くする。

## 受容
四川料理の1つで、中国全土で流行っている料理であり、日本でも提供する飲食店は増えている。
うち2025年1月には、飲食チェーン店の松屋フーズが期間限定メニューとして水煮牛肉の提供を始めたところ、SNSで話題となった。松屋フーズ側はTBSラジオの取材に対し、万人受けする味ではないことを承知の上で売り出したと明かしており、本場の味をなるべく再現しつつも、牛肉やタマネギをもちいて松屋らしさを打ち出したと語っている。
「フードスタジアム」編集長の大関まなみは「激辛」と「中華」という2つの強力なフックがかけ合わさったことが大きな反響につながったと「東洋経済オンライン 」に寄せた記事の中で分析している。